# Međugorje
Međugorje [ˈmɛdʑuɡɔːrjɛ] (serbokroatisch-kyrillisch Међугорје; transkribiert auch Medjugorje) ist eine Ortsgemeinschaft der Großgemeinde Čitluk im Südwesten von Bosnien und Herzegowina. Međugorje liegt etwa 30 km südwestlich von Mostar und 16 km von der Grenze zu Kroatien in der Herzegowina. Der Ort liegt in einem Seitental des Neretva-Tals am Rand des Dinarischen Gebirges, und sein Name bedeutet „Zwischen den Bergen“.
Međugorje ist ein international bekannter römisch-katholischer Wallfahrtsort, in dem 1981 sechs Kindern bzw. Jugendlichen nach ihren eigenen Angaben die Gottesmutter Maria erschienen sein soll und der jährlich von schätzungsweise bis zu einer Million Pilgern besucht wird. Auch wenn der Heilige Stuhl Wallfahrten dorthin mit dem Hinweis erlaubt, dass dies nicht als Anerkennung der angeblichen Wundererscheinungen zu verstehen ist, erkennt er die Erscheinungen nicht als übernatürliche Phänomene an und verbot ab dem Jahr 2013 Gläubigen und Geistlichen, an Veranstaltungen, Konferenzen oder Feiern teilzunehmen, bei denen von der Echtheit der sogenannten Erscheinungen von Međugorje ausgegangen wird. Im September 2024 gab schließlich der Papst sein „Nihil obstat“ („Es steht nichts dagegen“) zur Marienverehrung in Međugorje; der Wallfahrtsort ist somit kirchlich anerkannt. Dies bedeutet jedoch nicht, dass die behaupteten Phänomene und Botschaften einen übernatürlichen Ursprung haben und von jedem Katholiken geglaubt werden müssen.

## Geschichte

### Altertum
Auf dem Gebiet des Friedhofs in Miletina bestanden auch Bauwerke aus der Römerzeit, deren Überreste bisher nicht vollständig ausgegraben wurden.

### Zugehörigkeit zum osmanischen Reich
Seit 1566 besteht östlich von Međugorje im Neretvatal das serbisch-orthodoxe Kloster Žitomislići. Grabsteine aus dem Mittelalter sind auf dem katholischen Friedhof Groblje Srebrenica im Ortsteil Miletina sowie im Ortsteil Vionica erhalten geblieben.
Während der Herrschaft der Osmanen von 1463 bis zum Berliner Kongress 1878 betreuten die Franziskaner-Mönche die einheimische Bevölkerung in Međugorje.

### Österreichisch-Ungarische Verwaltung
Als 1881 nach dem Ende der Herrschaft der Osmanen der Vatikan Priester in den einzelnen Pfarreien einsetzte, kam es zu erbittertem Streit der Franziskaner gegen die Kirche. Dieser offene Ungehorsam und Streit ist die Quelle für manche Besonderheiten Međugorjes. Den Streit um die seelsorgerische Betreuung von Međugorje gewannen die Franziskaner gegen die Kirche. Somit waren es auch nach 1881 die Franziskaner, die die Menschen in Međugorje führten und leiteten.
Im Jahre 1882 wurde unter österreichisch-ungarischer Verwaltung Bosniens und der Herzegowina die Schmalspur-Eisenbahnlinie Narentabahn zwischen Mostar und dem Adriatischen Meer mit dem Bahnhof im acht Kilometer von Međugorje entfernten Šurmanci an der Neretva eröffnet, wodurch das damalige Dorf Anschluss an den Schienenverkehr erhielt. Ab 1928 war die Strecke durchgehend von Belgrad nach Dubrovnik befahrbar und 1963 wurde sie entsprechend den Verkehrsbedürfnissen Jugoslawiens auf Normalspur umgebaut und zum Teil neu trassiert.

### Zweiter Weltkrieg
Im Jahr 1941 gehörte Međugorje zum Unabhängigen Staat Kroatien. Im Frühjahr und Frühsommer 1941 wurde das Kloster Žitomislići von Kämpfern der Ustaša, die von Međugorje aufgebrochen waren, geplündert und das Refektorium des Klosters niedergebrannt. Am 21. Juni 1941 verübten Angehörige der Ustaša in Šurmanci ein Massaker. 559 serbische Zivilisten, einschließlich Priester, Frauen und Kinder, wurden beim Massaker von Prebilovci in sechs Eisenbahn-Waggons unter dem falschen Versprechen, sie mit ihrem serbischen Vaterland zu vereinigen, ins nahegelegene Šurmanci gegenüber vom Kloster Žitomislići gebracht, dort in eine Grube geworfen, mit Handgranaten getötet und dort von den Ustaša vergraben. Dies veranlasste den Ortsbischof Alojzije Mišić, im September 1941 einen Protestbrief an den Erzbischof von Zagreb, Alojzije Stepinac zu verfassen. Die kommunistische Regierung Jugoslawiens ließ die Höhle, in der sich die Leichen befanden, durch eine Betonplatte verschließen, weshalb sie erst 1989 exhumiert und auf dem Friedhof von Prebilovci im Nachbarort Čapljina beigesetzt werden konnten.

### Zugehörigkeit zu Jugoslawien
Von 1918 bis 1992 (ausgenommen 1941 bis 1945) gehörte die Region zu Jugoslawien. 1980 wurde Pavao Zanic aus Split Bischof von Mostar und verkündete die Gründung einer neuen, weltlichen Dompfarrei. Da dies für die Franziskaner die Abtretung von drei Vierteln ihrer Kirchen an vatikan- und bischofstreue Weltpriester bedeutete, verschärfte sich dadurch der immer noch schwelenden „Fall Herzegowina“. Ein Teil der Ordensleute versagte daraufhin der neu gewählten und eher auf Ausgleich bedachten Leitung der Franziskanerprovinz in der Herzegowina die Gefolgschaft. Međugorje wurde zur Begegnungsstätte der Opposition gegen den Bischof. Am 24. Juni 1981 begannen die Berichte über die Marienerscheinungen in Međugorje am Berg Crnica im Ortsteil Bijakovići. Geistlicher Leiter der sogenannten Seher und Gemeindepfarrer von Međugorje wurde 1981 der Franziskaner-Pater Tomislav Vlašić, der vom Bischof als „Trickser“, „charismatischer Hexer“, „Puppenspieler“ eingeschätzt und später im Oktober 2020 exkommuniziert wurde. Zwar wurde Međugorje zum Ziel zahlreicher Pilgergruppen und Einzelpilger, die Franziskaner befanden sich nun jedoch neben der Auseinandersetzung mit der Kirche auch in einer Auseinandersetzung mit dem jugoslawischen Staat. Im Streit zwischen Franziskanern und der Kirche ergriff die angebliche Erscheinung gleich zu Beginn ihres Kommens offen Partei für die „störrischen und widerspenstigen Mönche“ (Zitat Bischof Zanic).

### Bosnienkrieg
Während des Bosnienkriegs (1992 bis 1995) blieb Međugorje in den Händen des Kroatischen Verteidigungsrates und wurde 1993 de facto Teil der international nicht anerkannten Republik Herceg-Bosna. Durch das Dayton-Abkommen wurde Međugorje 1995 der mehrheitlich von Bosniaken und Kroaten bewohnten Föderation Bosnien und Herzegowina eingegliedert.
In den letzten Juni- und ersten Julitagen 1992, wenige Monate nach Ausbruch des Bosnienkriegs, war der Ort Ausgangspunkt einer sogenannten „ethnischen Säuberung“ seitens der bosnisch-kroatischen Streitkräfte. Diese brachen von Međugorje auf, zerstörten mit Hilfe von Bulldozern das Kloster Žitomislići vollständig und ermordeten die Mönche. Seit 1993 betrieben kroatische Kriegsherren in der näheren Umgebung fünf größere Gefangenenlager, darunter das Lager Dretelj, in denen bosniakische und serbische Gefangene gefoltert und ermordet wurden.
Am 2. April 1995, auf dem Höhepunkt der Konflikte im Bistum, wurde Bischof Ratko Perić von kroatischen Freischärlern entführt, verprügelt und in eine von den Međugorjer Franziskanern geführte Kapelle verbracht, wo er zehn Stunden lang festgehalten wurde. Auf Initiative des Mostarer Bürgermeisters konnte er mit Hilfe der Friedenstruppe der Vereinten Nationen unblutig befreit werden.

### Zugehörigkeit zu Bosnien und Herzegowina

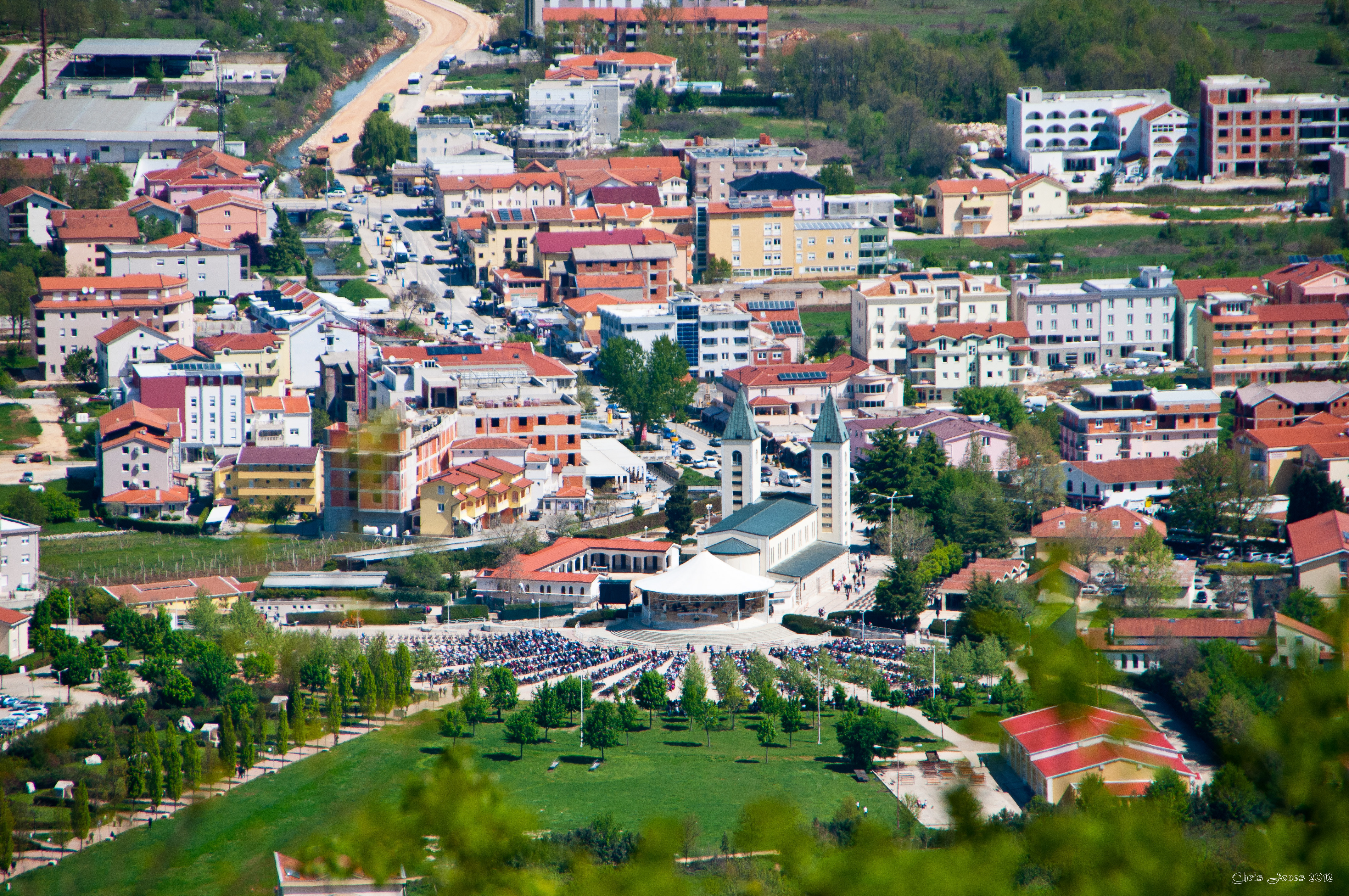
Blick auf Međugorje

Nach Beendigung des Bosnienkrieges kehrte Frieden im Lande ein; in der Westherzegowina blieben UN-Friedenstruppen stationiert. Bemühungen des Politikers Ante Jelavić, eine eigene kroatische Entität zu schaffen, waren erfolglos, womit Međugorje bei der Föderation Bosnien und Herzegowina verblieb.
In der Nachkriegszeit erlebte die Ortschaft und Umgebung einen rasanten wirtschaftlichen Aufschwung. Für Pilger stellt die Gemeinde mehrere Tausend Betten in Hotels und Herbergen zur Verfügung. Die Gemeinde Medjugorje zählt mit etwa einer Million Besuchern jährlich die meisten Übernachtungen in Bosnien-Herzegowina.
Der etwa 20 Kilometer nordöstlich gelegene Flughafen Mostar, der 1991 geschlossen worden war, wurde im Jahr 1998 wieder für den zivilen Flugverkehr freigegeben und erleichtert seither die Anreise auf dem Luftweg. Das Straßennetz wurde nach dem Bosnienkrieg ausgebaut. Ferner verfügt der Ortsteil Šurmanci über einen Bahnhof im unteren Neretvatal an der Strecke von Ploče nach Sarajevo.
Am 6. April 2001 kam es in der Region zu teilweise gewalttätigen Protesten, nachdem die Schutztruppe der Vereinten Nationen unter anderem die örtliche Filiale der Hercegovačka banka, über die ein Großteil des Zahlungsverkehrs in der Herzegowina und des für Međugorje bestimmten internationalen Spendenaufkommens abgewickelt wurde, wegen des Verdachts der Wirtschaftskriminalität durchsucht und geschlossen hatte. Die für die Pfarrei zuständige Franziskanerprovinz war Anteilseigner der Bank.
Mit den Medjugorje Open 2008 fand im Jahr 2008 ein internationales Tennisturnier im Ort statt, das der Spanier Iván Navarro gewann.

## Religion
Zu den mutmaßlichen Marienerscheinungen und dem Wallfahrtswesen siehe 

### Pfarrei

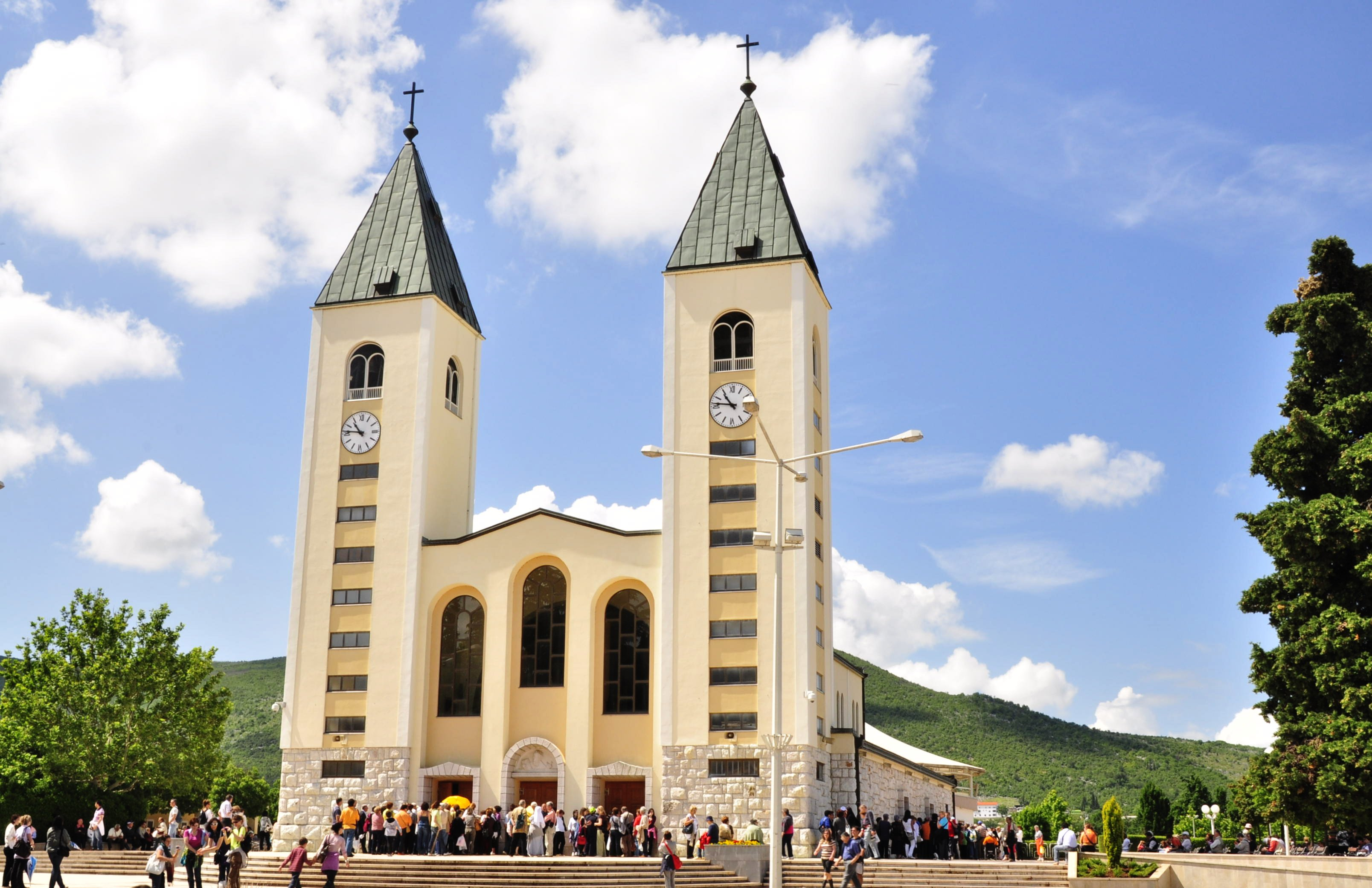
St.-Jakobus-Kirche (Međugorje)

Die katholische Pfarrei Sveti Jakov (St. Jakobus) wurde 1892 von Paškal Buconjić errichtet, dem Bischof von Mostar. Das Gebiet der Pfarrgemeinde umfasst neben Međugorje noch die Ortschaften Bijakovići, Vionica, Miletina und Šurmanci. Die Pfarrei wird von Priestern der herzegowinischen Provinz der Franziskaner betreut. Seit dem 27. November 2021 ist Erzbischof Aldo Cavalli Apostolischer Visitator mit besonderem Auftrag des Heiligen Stuhls für die Pfarrei.

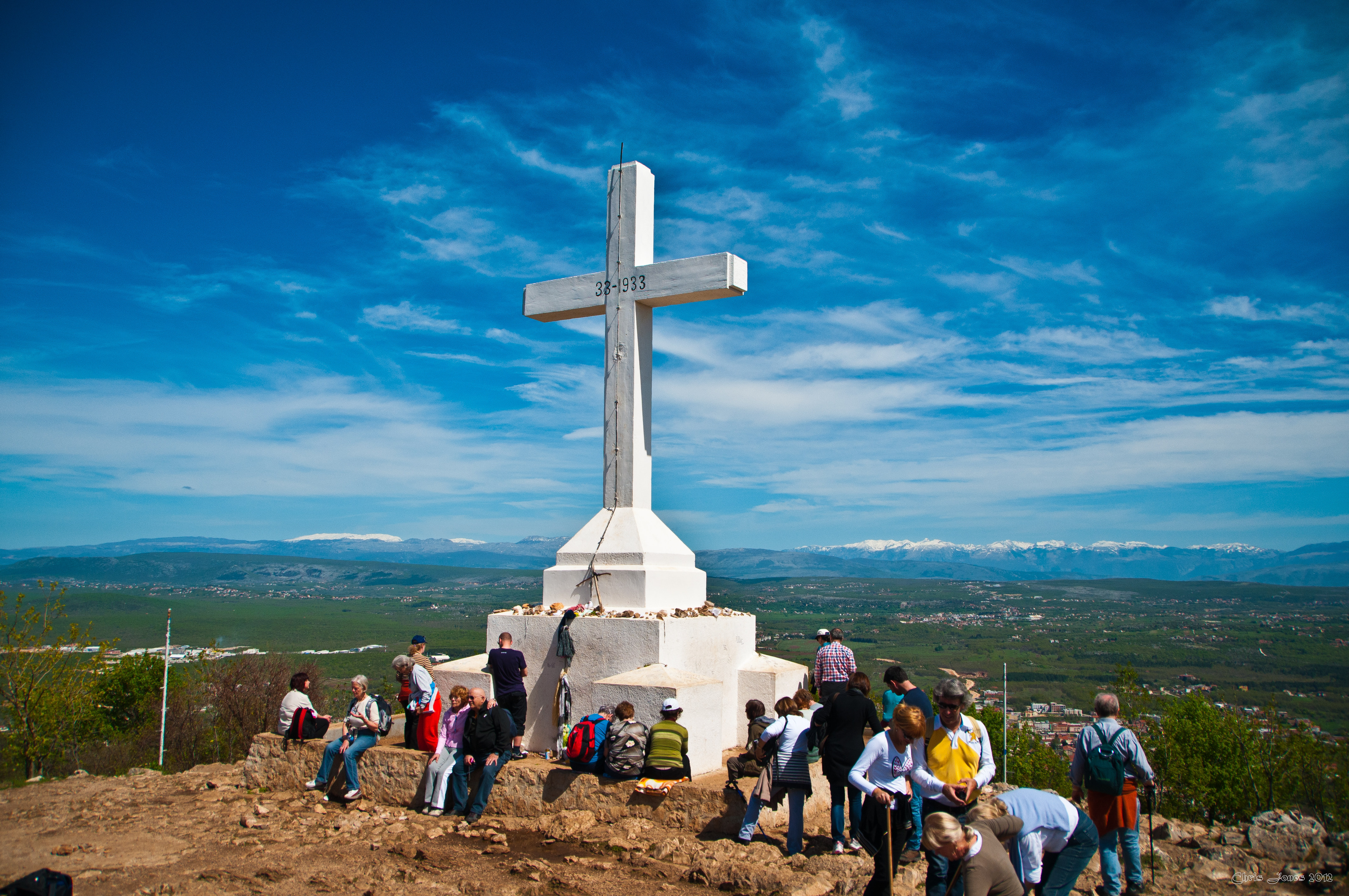
Berg Križevac („Kreuzwegsberg“)

Im Jahr 1934 wurde das zwölf Meter hohe Kreuz aus Beton auf dem Berg Križevac („Kreuzberg“) fertig gestellt, das den Kreuzweg der Pfarrei abschließt.

### Soziale Einrichtungen
In Međugorje gibt es mehrere Einrichtungen, um hilfsbedürftigen Menschen zu helfen. Sie wurden durch die Initiative von Pater Slavko Barbarić gegründet. Das „Dorf Cenacolo“ (italienisch für Abendmahlssaal) und das Drogenzentrum „Campo della vita“ („Ort des Lebens“) sind Einrichtungen, die junge Menschen beim Weg aus der Drogensucht unterstützen. Das Majčino selo („Mutterdorf“) ist eine Institution für die Vorschulerziehung und soziale Betreuung von Waisenkindern und Jugendlichen. Während des Bosnienkriegs fanden hier Waisenkinder gefallener Soldaten, alleinerziehende Mütter wie auch vergewaltigte Frauen Unterkunft und Betreuung.
Des Weiteren gibt es am Ort eine Erste-Hilfe-Station, die durch den Malteser Hilfsdienst hauptsächlich mit deutschen Helfern jährlich von März bis Oktober betrieben wird. Zusätzlich zu den Helfern aus Deutschland befindet sich in dieser Station auch eine einheimische ärztliche und krankenpflegerische Betreuung. Die Station dient als erste Anlaufstelle für die Pilger bei medizinischen Problemen jeglicher Art und finanziert sich komplett aus deren Spenden.

### Radiosender
Međugorje besitzt den Radiosender Radio „Mir“ Međugorje (Radio „Frieden“ Međugorje), der in weiten Teilen Bosnien und Herzegowinas über ein Netz von meist leistungsschwachen Sendeanlagen über Ultrakurzwelle sendet. Da sich die leistungsstärkste Sendeanlage auf der kroatischen Seite des Gebirgszuges Plješevica befindet und über eine Leistung von 50 Kilowatt verfügt, kann das Programm auch in weiten Teilen Kroatiens empfangen werden.

### Veranstaltungen
Im August findet alljährlich das Jugendfestival Mladifest in Međugorje statt. 2010 nahmen daran ca. 50.000 Jugendliche teil. Bei den Abendmessen konzelebrierten regelmäßig etwa 500 Priester.
Einmal jährlich wird ein Marathonlauf von Grude über Ljubuški nach Međugorje veranstaltet. Er steht unter dem Motto „Lasset uns zur Gospa laufen“.

## Persönlichkeiten

### Söhne und Töchter
- Marin Čilić (* 1988), Tennisspieler
- Ivan Dodig (* 1985), Tennisspieler
- Ivo Sivrić OFM (1917–2002), Autor zu Međugorje[37]

### Mit dem Ort verbunden
- Jozo Zovko (* 1941), ehemaliger Pfarrer von Međugorje, durch den Bischof und mit Bestätigung des Vatikans vom Dienst als Priester suspendiert.
- Tomislav Vlašić (* 1942), ehemaliger Ortspfarrer und geistlicher Leiter der „Seher“, 2020 exkommuniziert[38]